# Mae Clouther
Mae Clouther (* 1917; † 1. Februar 1997 in Portsmouth (New Hampshire)) war eine amerikanische Tischtennisspielerin. Bei der Weltmeisterschaft 1947 gewann sie Silber im Doppel.

## Werdegang
Mae Clouther begann ihre Karriere im Jahre 1936. Zunächst nahm sie an nationalen Turnieren in den USA teil. 1947 wurde sie für die Weltmeisterschaft in Paris nominiert. Hier kam sie im Einzel zwei Runden weiter, dann schied sie gegen Helen Elliot (Schottland) aus. Im Doppel mit Reba Monness erreichte sie nach Siegen u. a. gegen Marie Kettnerová/Květa Hrušková (Tschechoslowakei) und Mary Detournay/Josee Wouters (Belgien) das Finale, welches sie gegen das österreich-ungarische Paar Gizella FarkasTrude Pritzi verloren. Im Mixed mit Ladislav Moudry (Tschechoslowakei) scheiterte sie bereits in der ersten Runde. Mit der Mannschaft gewann sie Bronze.
Ein Jahr später, bei der WM 1948, kam sie im Doppel mit der Engländerin Lilian Barnes ins Viertelfinale.
1984 wurde Mae Clouther in die USATT Hall of Fame aufgenommen.

## Privat
Mae Clouther war verheiratet mit Jim Clouther, dem Präsidenten des amerikanischen Tischtennisverbandes USTTA (United States Table Tennis Association).

## Turnierergebnisse
| Verband | Veranstaltung     | Jahr | Ort     | Land | Einzel    | Doppel        | Mixed     | Team |
| ------- | ----------------- | ---- | ------- | ---- | --------- | ------------- | --------- | ---- |
| USA     | Weltmeisterschaft | 1948 | Wembley | ENG  | letzte 32 | Viertelfinale | letzte 16 | 5    |
| USA     | Weltmeisterschaft | 1947 | Paris   | FRA  | letzte 16 | Silber        | letzte 64 | 3    |